# Euphrasius von Poreč

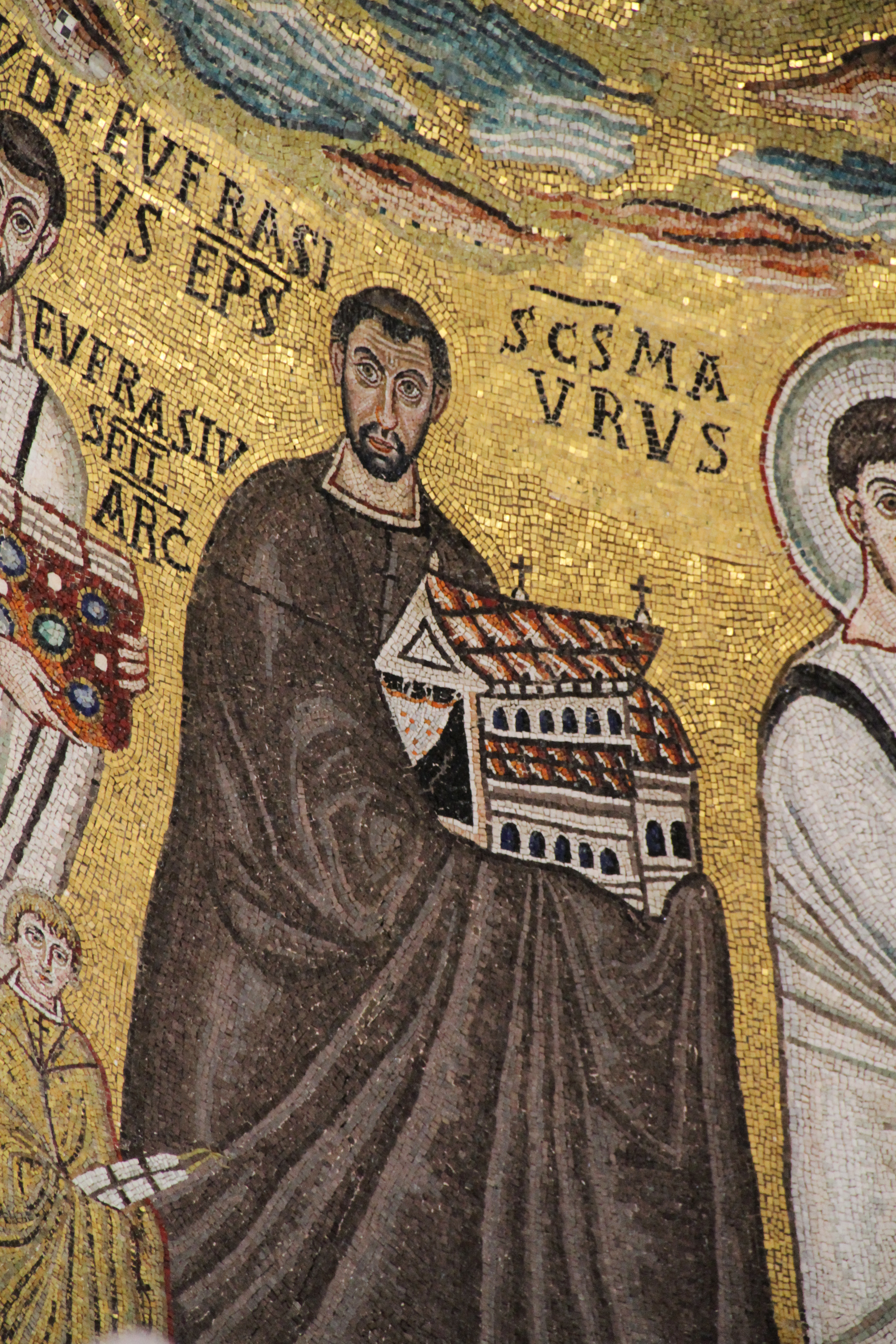
Hl. Euphrasius von Poreč (Mosaik in der Apsis der Euphrasius-Basilika)

Euphrasius von Poreč (* Ende 5. / Anfang 6. Jahrhundert in Thrakien; † 560 in Poreč; auch Euphrasius von Parenzo, kroatisch Eufrazije) ist ein christlicher Heiliger und war der zweite namentlich bekannte Bischof von Poreč.
Über das Leben des hl. Euphrasius ist wenig bekannt. Er wurde zwischen 530 und 540 Bischof von Poreč. Er wurde eingesetzt, um nach der byzantinischen Eroberung Istriens die Kirchenpolitik Kaiser Justitians durchzusetzen. Ab 543 ließ er die Basilika des Bistums unter Verwendung alter Bauteile neu errichten; sie ist heute nach ihm benannt als Euphrasius-Basilika.
Euphrasius von Poreč wurde in einer Kapelle in der neuen Basilika bestattet.